# 聖約瑟足球會
聖約瑟足球會（簡稱聖約瑟；英文：St Joseph's Football Club），是香港最早成立的老牌足球隊之一，於1880年代由聖若瑟書院的葡萄牙籍學生組成，現時在香港丙組聯賽作賽。

## 球隊歷史
聖約瑟是香港一支老牌球會，早於1880年代由聖若瑟書院的葡萄牙籍學生組成，是香港最早成立的足球隊之一。於1914-15及1918-19年度，兩度奪得香港乙組足球聯賽冠軍。在1919-20年度球季，聖約瑟首次升上甲組聯賽角逐。
戰前聖約瑟基本上都是葡萄牙籍球員，惟偶然亦有華人球員。1932-33年度，聖約瑟由告山奴兄弟領軍，球隊表現有所改善。1933-34年度，聖約瑟與另一支聯賽爭標份子威爾殊最後同得35分，需要踢總決賽分出聯賽冠軍，聖約瑟以0-3憾敗於威爾殊，得甲組聯賽亞軍，為該隊迄今聯賽最佳成績。
1934-35年度，告山奴兄弟、馬葵士等球星改投西洋會，球隊實力自此大減，在1930年代中後期只能在聯賽中下游掙扎求存，不少場次人腳不齊，需要找乙、丙組梯隊球員臨時拉伕。告山奴兄弟和巴路度等人相繼在1938至1940年曾短暫回巢母會助戰，但無力回天。
戰後，聖約瑟於1946年重新加入香港甲組足球聯賽，1949-50年度，聖約瑟獲得香港甲組足球聯賽季軍，是該隊戰後最佳聯賽成績。同屆並且晉身高級銀牌決賽，可惜最終不敵傑志，只能屈居亞軍。
到了1956-57年度球季，香港足球總會開始實施聯賽升降制，聖約瑟成績欠佳，在甲組聯賽13支球隊名列第12，與包尾的海軍一同降班，從此未有再重返甲組作賽。
1960-61年度，聖約瑟在香港乙組足球聯賽11隊中名列包尾，降落丙組作賽。
1980-81年度球季，在香港丙組(甲)足球聯賽名列最後一名，遭到淘汰。
1980年代，聖約瑟因為多次涉及毆鬥事件，遭足球總會取消會籍。
其後，聖約瑟重新加入丙組，2002-03年度球季，將會籍借予大埔足球會，以「大埔聖約瑟」名義參賽，並獲得丙組聯賽總冠軍，升上乙組角逐。惟兩年後，2004-05年度，在乙組聯賽12支球隊名列包尾，降回丙組作賽。
在2007-08年度球季，曾改名「駿義創新」，2008年恢復以「聖約瑟」名字參賽。
2008-09年度球季，聖約瑟於香港丙組(甲)足球聯賽19戰10勝8和1負得38分，以第4名完成賽季。

## 球隊近況

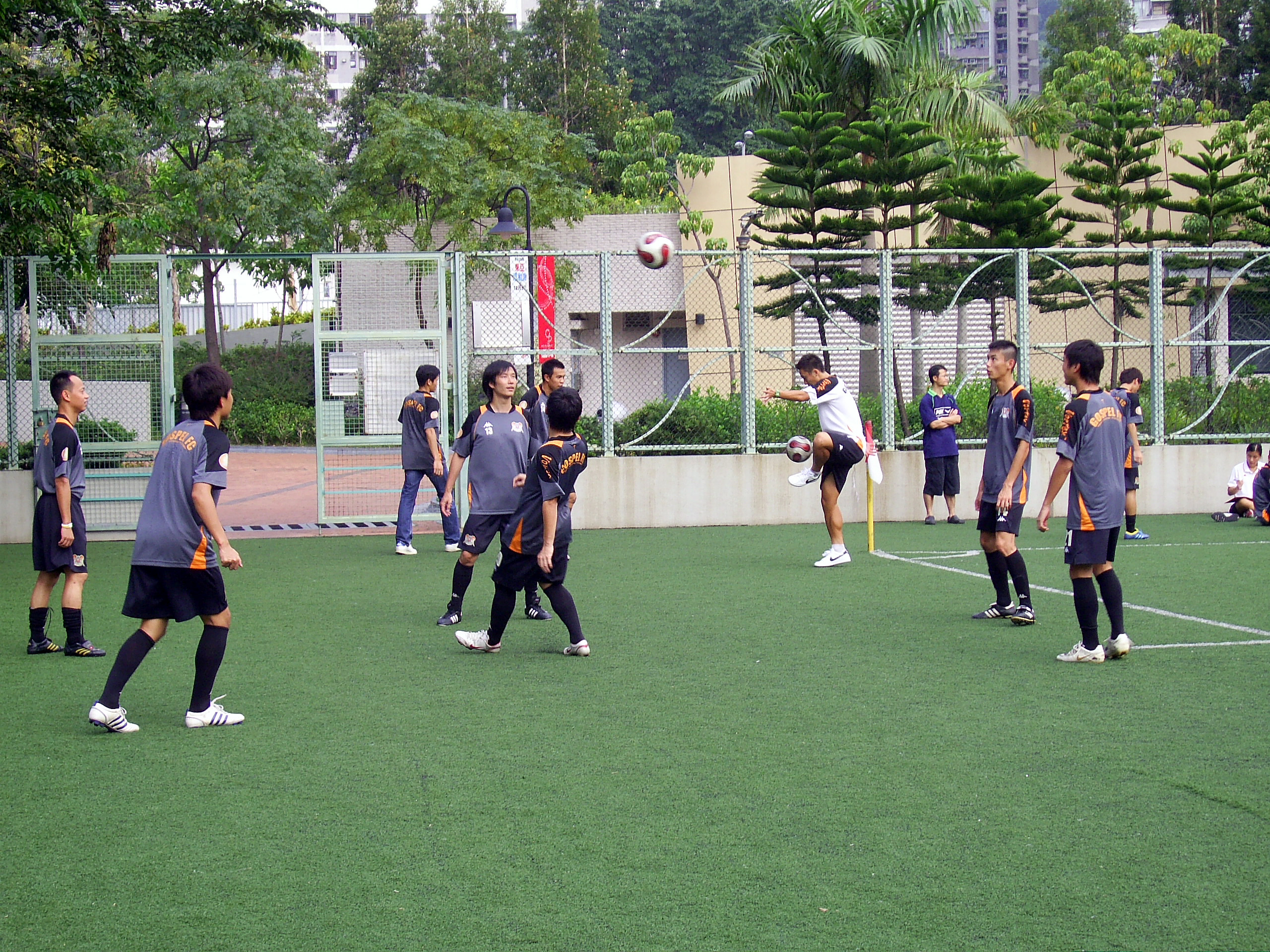
聖約瑟賽前熱身

2009-10年度球季，聖約瑟將會籍借予香港足球體育事工轄下的葛士寶足球會，班費約25萬港元，並獲譚偉國、董浩然兩名前甲組球員加盟助陣，最終以19戰9勝4和6負得31分，以第七名完成賽季。
香港足球總會於2012-13年度球季，重組丙組聯賽，並復辦丁組聯賽。聖約瑟在上一屆香港丙組(甲)聯賽名列第19名，故需降落丁組聯賽角逐。
香港超級聯賽於2014年成立，香港丁組聯賽改制為香港丙組聯賽。
2016-17年度球季，聖約瑟將會籍借予騰翱足球會，並改名為騰翱聖約瑟參賽，球隊羅致了前香港足球代表隊球員姚學文，最終騰翱聖約瑟以第8名完成球季。
2017-18年度球季，球隊更羅致了朱兆基、羅志焜等前香港足球代表隊成員，實力得以提升，騰翱聖約瑟最後獲得香港丙組聯賽亞軍，獲得升上乙組聯賽的資格。
2018-19年度球季，騰翱聖約瑟取得乙組聯賽第四名的好成績。
2022-23年度球季，騰翱足球會收購了甲組聯賽球隊駿其的會籍，因此將會籍歸還，[聖約瑟再次恢復原名並需要重新組隊，球隊組軍工作交由高文、郭劍橋、梁志榮助教、有些前甲乙球員組班及等人負責，雖然上述三人均有替球隊助陣，但球隊以U22球員為主力，實力欠奉及欠缺經驗和信心，好不幸前14輪乙組聯賽，聖約瑟全數敗北，並只取得1個入球及失掉60球的差劣成績。於第15輪乙組聯賽開始，球隊進行大換血，撤換全部領軍人員及球員，並羅致了鄭禮騫、劉子亮、廖晉業、陳耀麟等較具實力的球員加盟，但奈何上半賽季失分太多，下半賽季聖約瑟表現雖然明顯有起色，但直到2023年5月14日第29輪乙組聯賽，才以3比0擊敗東昇打開勝利之門，最終在乙組聯賽16支球隊名列最後，來季降級至香港丙組聯賽作賽。
2023-24年度球季，聖約瑟保留了大部分2022-23年度球季下半季的球員，並邀請黎洛賢、鄭禮騫等具有實力的球員加盟，球隊實力完整。球隊在上半季表現突出，一度進佔丙組聯賽榜榜首位置，但球隊下半賽季表現差勁，只錄得3場勝仗並遭遇多場大敗，最終只以第5名的成績完成丙組聯賽。
2024-25年度球季，聖約瑟再次將會籍外借，借予全民足球體育會，但參賽名字仍然保留為聖約瑟，並邀得前香港足球代表隊後衛列斯奧助陣。

## 球會榮譽
| 榮譽          | 次數        | 年度                 |             |             |             |
| 本 土 聯 賽   | 本 土 聯 賽 | 本 土 聯 賽          | 本 土 聯 賽 | 本 土 聯 賽 | 本 土 聯 賽 |
| ------------- | ----------- | -------------------- | ----------- | ----------- | ----------- |
| 乙組聯賽 冠軍 | 2           | 1914-15年、1918-19年 |             |             |             |
| 丙組聯賽 冠軍 | 1           | 2002-03年            |             |             |             |
| 丙組聯賽 亞軍 | 1           | 2017-18年            |             |             |             |
| 本 土 盃 賽   |             |                      |             |             |             |
| 高級銀牌 亞軍 | 2           | 1919-20年、1949-50年 |             |             |             |

## 職球員名單

### 球員名單 (2024-25球季丙組)
| 號碼   | 國籍        | 球員名字                      | 出生日期       | 加盟球季 | 前屬球會 | 備註   |
| 守門員 | 守門員      | 守門員                        | 守門員         | 守門員   | 守門員   | 守門員 |
| ------ | ----------- | ----------------------------- | -------------- | -------- | -------- | ------ |
| --     | 香港        | 鄭雨洋 (Cheng Yue Yeung)      | 2001年7月28日  | 2024-25  | 自由身   |        |
| --     | 香港 · 泰国 | 李皓洋 (Li Ho Yeung, Jack)    | 2001年2月10日  | 2024-25  | 駿達     |        |
| --     | 香港        | 王達揚 (Wong Tat Yeung)       |                | 2024-25  | 自由身   |        |
| 後衛   |             |                               |                |          |          |        |
| --     | 香港        | 周卓賢 (Chow Cheuk Yin)       | 2005年9月7日   | 2024-25  | 駒騰     |        |
| --     | 香港        | 周永強 (Chow Wing Keung)      | 1981年10月24日 | 2024-25  | 自由身   |        |
| --     | 香港        | 朱衍霖 (Chu Hin Lam)          | 2000年10月11日 | 2024-25  | 福建     |        |
| --     | 香港        | 何登龍 (Ho Dang Long)         | 2001年10月29日 | 2024-25  | 自由身   |        |
| --     | 香港        | 關健朗 (Kwan Kin Long)        | 2002年2月6日   | 2024-25  | 淦源     | 隊長   |
| --     | 香港        | 梁詠賢 (Leung Wing Yin)       | 2003年9月2日   | 2024-25  | 自由身   |        |
| --     | 香港        | 盧律銘 (Lo Luet Ming)         | 1999年2月3日   | 2024-25  | 自由身   |        |
| --     | 香港        | 吳文浩 (Ng Man Ho)            | 2004年11月18日 | 2024-25  | 自由身   |        |
| --     | 香港        | 顏祖賢 (Ngan Cho Yin)         | 1981年5月2日   | 2024-25  | 龍城康體 | 副隊長 |
| --     | 香港        | 石浚軒 (Shek Chun Hin)        | 1994年10月28日 | 2024-25  | 港峰     |        |
| --     | 香港        | 徐淦瑤 (Tsui Kam Yiu)         | 2001年7月19日  | 2024-25  | 東昇     |        |
| --     | 香港        | 黃錫安 (Wong Shek On, Zion)   | 2000年2月14日  | 2024-25  | 自由身   |        |
| --     | 香港        | 王梓峰 (Wong Tsz Fung)        | 2002年3月19日  | 2024-25  | 瑞通     |        |
| 中場   |             |                               |                |          |          |        |
| --     | 香港        | 莊啟政 (Chong Kai Ching)      | 2001年3月11日  | 2024-25  | 屯足     |        |
| --     | 香港        | 崔宜楓 (Chui Yi Fung)         | 2004年4月7日   | 2024-25  | 東昇     |        |
| --     | 香港        | 李劻庭 (Lee Hong Ting)        | 2001年2月9日   | 2024-25  | 屯足     |        |
| --     | 香港        | 李樂浚 (Lee Lok Tsun)         | 2006年7月16日  | 2024-25  | 自由身   |        |
| --     | 香港        | 吳俊熙 (Ng Chun Hei, Oscar)   | 2003年9月28日  | 2024-25  | 東昇     |        |
| --     | 香港        | 吳啓南 (Ng Kai Nam)           | 1989年2月15日  | 2024-25  | 西貢     | 副隊長 |
| --     | 香港        | 劉勇希 (Onishi Yuki)          | 2004年11月3日  | 2024-25  | 屯足     |        |
| --     | 香港        | 譚嘉豪 (Tam Ka Ho)            | 1986年11月3日  | 2024-25  | 自由身   | 副隊長 |
| 前鋒   |             |                               |                |          |          |        |
| --     | 香港        | 陳正 (Chan Ching, Miles)      | 2002年6月27日  | 2024-25  | 屯足     |        |
| --     | 香港        | 朱志聰 (Chu Chi Chung)        | 2003年5月30日  | 2024-25  | 福建     |        |
| --     | 香港        | 馮子朗 (Fung Tsz Long)        | 1996年7月9日   | 2024-25  | 首飾     |        |
| --     | 香港        | 勞子軒 (Lo Tsz Hin)           | 1994年8月14日  | 2024-25  | 自由身   |        |
| --     | 香港        | 吳達聰 (Ng Tat Chung)         | 1989年7月18日  | 2024-25  | 自由身   |        |
| --     | 香港        | 岑毅權 (Sum Ngai Kuen)        | 2002年10月4日  | 2024-25  | 屯足     |        |
| --     | 香港        | 譚敬衡 (Tam King Hang, Mario) | 2002年10月26日 | 2024-25  | 東昇     |        |
| --     | 香港        | 楊浩傑 (Yeung Ho Kit)         | 2002年10月5日  | 2024-25  | 東昇     |        |

## 著名球員
1930年代至戰前：大告山奴（Adelino Gosano）、小告山奴（Bertie Gosano）、大馬葵士、巴路度、衣林士、蘇沙、窩特、李安拿、哥士打、李德祺、夏仙、加士地路、花南地士、雷米迪、阿路域士、曾培福、寶雲、何應芬
戰後至1950年代：A·G·山度士
羅石、唐福祥、張榮漢、包家平、許竟成、王廣成、譚偉國、朱兆基、姚學文、羅志焜、周均俊

## 班主及教練
1930年代至戰前：阿池（班主）、高頓弼（教練）
戰後至1950年代：夏仙（班主）

## 外部連結
- 香港足球總會網頁球會資料 （页面存档备份，存于）
- 聖約瑟足球會官方IG （页面存档备份，存于）